# 豊前長野氏
豊前長野氏（ぶぜんながのし）は、豊前国の国人領主である。豊前国長野城主。また、豊臣秀吉による九州平定時の豊前国馬ヶ岳城主。

## 概要

### 出自
文献によると保元2年（1157年）平清盛の従兄弟とされる平時盛の6男、修理判官康盛が豊前の国司となり企救郡（規矩郡）長野に城を築き地名を取り長野氏と称したとある。その後430年近く豊前にて国人領主として活躍した。
以下に本説の根拠となっている文献の現代語訳を掲載する。
” 桓武平氏の一族、豊前国の豪族として名を馳せた長野氏は、規矩郡の長野郷から起こったとされる。この地は『字佐大鏡』に「規矩郡内長野庄」と記されており、『豊陽古城記』には次のような記述がある。「保元年間に平康盛が豊前国司に任じられ、規矩郡長野郷に城を築いて居住した。このことから長野氏を名乗るようになった」と。このことから以上の通り推察できる。また、長野郷にある浄土宗議念寺の過去帳には「康盛は治承二年に没し、法名を崇山伯栄とする」と記されている。さらに、康盛の十三代後の子孫である豊前守・助氏は明応七年に没したと伝えられる。『豊前国志』には次のような記述もある。「長野には浄土宗護念寺があり、長野氏の菩提所である。長野氏は十三代にわたってこの地を治めた。その始祖は左大臣・平時盛の六男修理大夫康盛であり、康盛は豊前国司として保元二年に下向し、規矩郡内の長野山に城を築き、自ら長野と号した。その後、八代目の種盛の時代には、大三ツ岳、小三ツ岳、下長野、丸箇口、福相寺、稗が畑、椎の城などを築き、これらは長野一族の城となった。そして規矩掃部頭の代には蒲生に居城を移し、天文年間には再び長野を居城とした」と記されている。”
また、子孫である長野義一（1965年没）が住職として移住した福島県会津若松市日新町の長命寺（浄土新真宗,大谷派）に保管されている長野家の過去帳によると、始祖は「修理大夫従四位下泰盛公」と記されている。長野氏の子孫の名前に代々「盛」がつくことが多いことからも平氏の系譜の一つであったことと解される。
一方、長野氏の出自については諸説あることも事実で、文献にもそのことが以下のように記されている。
” 地名辞書には次のような記述がある。「長野氏は奴木（貫）とも号した。その家系は詳細には分かっていない。筑紫探題北条氏の一族である規矩氏と同一かどうかも不明である。規矩氏は探題・実政の後裔であり、帆柱岳に居住していたとされる。帆柱岳の三嶽は蒲生郷の西谷村に位置するという。（さらに）『鎮西要略』には次のように記されている。「平家北条の一族である掃部助高政（故光時探題の猶子）が規矩郡帆柱岳に城を築き拠点とした。これに従ったのが長野左京亮政通である。政通は門司城を修復し、その一族である柚板吉内広貞や門司六郎種俊と協力して、三千の兵をもって門司城を守った。”

### 沿革
戦国時代には北部九州を争奪する毛利氏・大友氏の抗争に巻き込まれ、本貫地の企救郡を追われ京都郡と仲津郡の境に位置する馬ヶ岳城に入った。耳川の戦いで大友氏が大敗すると、秋月種実や高橋元種らと連携して自立した。
九州平定に際しては先駆けとして豊前入りした黒田孝高・毛利氏の連合軍に早々に帰順し、馬ヶ岳城には翌年豊臣秀吉が滞在した。九州国分で京都郡・仲津郡などが黒田孝高に与えられると、中津城築城までの間、馬ヶ岳城が黒田氏の居城となる。長野氏自身は小早川隆景の家臣となって筑前移封に従ったが、子孫は大坂の陣にて滅亡した。一部の系統は英彦山に逃れて修験者となり、また、小笠原藩の家臣となったものや地元小倉で酒造を営む商人となった系譜がある。
修験者となった系統（現在は還俗）の宿坊・守静坊は、現在も枝垂れ桜で有名である。

## 歴代の主な長野氏
以下、長野家過去帳より抜粋
- 康盛　修理大夫従四位下　　　　　　治承二年(1178年)没
- 長盛　豊前守従五位下　　　　　　　建保三年(1215年)没　享年71歳
- 直盛　豊前守従五位下　　　　　　　承久元年(1219年)没　享年41歳
- 常盛　左衛門佐従五位下　　　　　　建長四年(1252年)没　享年65歳
- 種盛　豊前守従五位下　　　　　　　弘安九年(1286年)没　享年70歳
- 高盛　豊前守従五位下　　　　　　　乾元二年(1303年)没　享年35歳
- 義房　左衛門亮従五位下　　　　　　正和三年(1314年)没　享年64歳
- 基盛　豊前守従五位下　　　　　　　元弘四年(1334年)没　鎌倉にて病死
- 秀盛　左京亮従五位下　　　　　　　観応元年(1350年)没
- 久盛　豊前守三郎左衛門尉従五位下　康暦元年(1379年)没　享年65歳
- 綽如上人（義忠）　　　　　　　　　明徳四年(1393年)没
- 義種　修理大夫従五位下　　　　　　文安二年(1445年)没
- 助氏　豊前守三郎左衛門尉従五位下　明応七年(1498年)没　享年63歳
- 重實（重実）　　　　　　　　　　　明応七年(1498年)没

## 菩提寺
豊前長野城の山麓には、城主であった豊前長野氏の菩提寺である護念寺がある。現在は、行橋市の禅興寺（曹洞宗）を菩提寺として、子孫の長野盛徳、長野盛義が眠っている。護念寺には、長野家の家紋である三ツ葉扇の屋根瓦があり、禅興寺では、三ツ葉扇を現代風にデザインされた屋根瓦に変更されている。

## 子孫
子孫に、守静坊10代目で日本山岳修験学会顧問を務めた長野覚がいる。
その他、小笠原藩家礼であった長野九郎兵衛（文化11年4月12日没） －  長野善兵衛盛将衛（弘化2年8月2日没） － 長野盛壽（安政7年2月22日没） － 長野盛徳（明治41年6月25日没） － 長野盛義（昭和6年1月1日没）－ 長野義一（昭和40年11月20日没）の系譜がある。
- 長野盛徳は、福岡県の各所にて警察署長を歴任。
- 長野盛義は、慶應義塾大学卒。実業家。特に漁業育成に専念し、当時港町として栄えた行橋で養殖を考案し試みた養殖の先駆者である。長野盛義の従兄に、奥保鞏がいる。
- 長野義一は、早稲田大学 理工学部を卒業後、福島県会津若松市にある長命寺（浄土真宗 大谷派）に住職として移り住み四女をもうける。長女の代田洋子（旧姓：長野洋子）は実業家の代田正夫（1941-2009）と婚姻。その長男の代田竜一が菩提寺のある行橋市の近く、大分県豊後高田市に在中。